# Убийца(ы)
«Убийца(ы)» (фр. Assassin(s)) — криминальная драма французского режиссёра Матьё Кассовица. Премьера фильма состоялась на Каннском кинофестивале 1997 года.

## Сюжет
Безработный и живущий с матерью Макс вламывается в квартиру одинокого старика Вагнера. Неожиданно тот возвращается и стреляет в незадачливого вора, но промахивается. Просматривая украденную накануне кассету с записью видеонаблюдения, Макс становится свидетелем, как Вагнер убивает мужчину и женщину. По странному стечению обстоятельств, киллер приходит к ним в дом и остаётся на ужин. Позднее во время прогулки Вагнер вламывается в дом Видаля, одинокого соседа Макса, и предлагает молодому человеку стать его учеником. Совершив своё первое убийство, Макс начинает обучение.
После того, как Вагнер оказывается в больнице, Макс встречается со своим другом-подростком Мехди. Он показывает труп Видаля и рассказывает, что работает киллером. Отправившись на дело вместо Вагнера, Макс берёт с собой Мехди. Пытаясь на ходу застрелить клиента, убийцы попадают в аварию, но подростку удаётся выполнить заказ. Рассерженный Вагнер убивает Макса и начинает обучать Мехди. Однако, вскоре он понимает, что подросток не подходит для работы киллером. Мехди уходит, забрав пистолет, и убивает директора своего лицея и одного из учителей. Из новостного репортажа Вагнер узнаёт, что его бывший ученик застрелился.

## В ролях
| Актёр             | Роль       |
| ----------------- | ---------- |
| Мишель Серро      | Вагнер     |
| Матьё Кассовиц    | Макс       |
| Мехди Бенуфа      | Мехди      |
| Робер Гендрю      | Видаль     |
| Даниель Лебрюн    | мать Макса |
| Франсуа Леванталь | Инспектор  |

## Награды и номинации
- 1997 — Номинация на «Золотую пальмовую ветвь» 50-го Каннского кинофестиваля — Матьё Кассовиц[3][4]
- 1997 — Приз Международного кинофестиваля в Стокгольме — Мехди Бенуфа[5]

## Саундтрек
Саундтрек к фильму выпущен в 1997 году под лейблом «Milan» во Франции.

### Список композиций
| Номер | Название трека                                             | Длительность |
| ----- | ---------------------------------------------------------- | ------------ |
| 1     | La vie de Max                                              | 03:02        |
| 2     | Max suivant Wagner                                         | 00:56        |
| 3     | Saignement de nez                                          | 02:35        |
| 4     | La cage                                                    | 01:09        |
| 5     | On voudrait tous savoir.. ! (Extrait de dialogues du film) | 01:12        |
| 6     | Les crocodiles                                             | 03:52        |
| 7     | Surveillance                                               | 01:56        |
| 8     | Les jeunes dorment                                         | 02:04        |
| 9     | Toxic Caterpillar                                          | 03:03        |
| 10    | Jackie Chan                                                | 01:05        |
| 11    | Tous des pourris! (Extrait de dialogues du film)           | 00:58        |
| 12    | Sitcom                                                     | 01:18        |
| 13    | Soudure                                                    | 03:59        |
| 14    | Le bois                                                    | 00:26        |
| 15    | Explosion                                                  | 02:55        |
| 16    | Les jeunes dorment toujours                                | 00:31        |
| 17    | Repérage (Extrait de dialogues du film)                    | 01:10        |
| 18    | Drogue                                                     | 01:53        |
| 19    | La mort de Max                                             | 01:12        |
| 20    | Cauchemar                                                  | 01:51        |
| 21    | Seul                                                       | 02:46        |
| 22    | Cauchemar sans fin                                         | 04:16        |